# Hans-Werner Lampe
Hans-Werner Lampe (geboren 12. Juli 1911 in Graudenz, Westpreußen; gestorben 1. April 1983 in Hannover) war ein deutscher Forstamtmann, Sachverständiger in Jagdangelegenheiten sowie leitender Hauptschiedsrichter für die Schießsport-Wettbewerbe bei den Olympischen Sommerspielen 1972 in München.

## Leben
Der in der zur Stadt Graudenz gehörenden Ansiedlung Rothof in eine alte pommersche Försterfamilie als Sohn eines Forstbeamten geborene Hans-Werner Lampe trat am 1. Juli 1929 beim Forstamt Marienwalde in die Preußische Forstverwaltung ein.
Zum 1. Dezember 1932 trat Lampe der NSDAP bei (Mitgliedsnummer 1.419.209) und wurde im selben Jahr Mitglied der SA.
1936 legte er seine Revierförsterprüfung ab und nahm anschließend den Dienst im Forstwesen auf. Nach dem „Anschluss“ Österreichs wurde Lampe 1939 Dozent an der Forsthochschule in Bruck an der Mur. 1941 wurde er zur Wehrmacht einberufen, in der er zuletzt als Hauptmann in einem Gebirgsjäger-Regiment diente. Von 1945 bis 1947 war er als Kriegsgefangener in Lagern in Norwegen und Frankreich interniert.
Ab 1948 war Lampe Revierförster in Misburg, wo er in dem „durch die heftigen Bombenangriffe stark beschädigten“ Misburger Forstrevier beschäftigt war. In den frühen 1950er Jahren war Lampe an den Verhandlungen der Gemeinde Misburg mit den Naturfreunden um ein Grundstück am Blauen See beteiligt, die in der Folge auf dem Gelände das Naturfreundehaus errichten konnten.
Als Förster in Misburg pflegte Lampe „einen beispielhaften Kontakt zur Bevölkerung“, indem er durch zahlreiche Vorträge und Veröffentlichungen in der Presse sowie über die örtlichen Schulen vor allem auch die Misburger Jugend für die Belange des Waldes sensibilisierte.
Außerhalb seines engeren Wirkungskreises wurde Lampe „weit bekannt durch sein großes Engagement in den jagdlichen Organisationen.“ Der Oberförster engagierte sich ehrenamtlich für das Jagdschießen und leitete ab 1957 Landesobmann beziehungsweise Landesschießobmann sowie als Bundesschießwart des Deutschen Jagdschutzverbands (DJV) zahlreiche Landes- und Bundesschießwettbewerbe, an denen jeweils bis zu 900 Schützen beteiligt waren.
Zudem knüpfte Lampe international Kontakte zu Jagdschutz-Verbänden in anderen Staaten: „Dank seiner Bemühungen wurden die Vorschriften des Deutschen Jagdschutzverbandes [an denen Lampe maßgeblichen Anteil hatte] auch in den USA, in Österreich, Luxemburg, Holland, Liechtenstein und sogar Neuseeland übernommen.“
Als anerkannter Experte in Jagdangelegenheiten sowie in der Waffenkunde übernahm Lampe 1968 bei der Industrie- und Handelskammer Hannover (IHK Hannover) den Vorsitz des Prüfungsausschusses für das Land Niedersachsen, dessen Aufgabe die Feststellung der Waffenhandelskunde war. Später wurde Lampe zudem als Sachverständiger für Jagdangelegenheiten bei gerichtlichen Verfahren hinzugerufen.
Für seine Verdienste um den Jagdsport wurde Hans-Werner Lampe 1971 „mit der höchsten Auszeichnung des Deutschen Jagdschutzverbandes ausgezeichnet, der Verdienstnadel in Gold.“
1972 wurde Lampe „zum Leiter und Hauptschiedsrichter der Schießsportwettbewerbe“ bei den Olympischen Sommerspielen [1972] in München berufen.
Für seine Leistung um das Naturfreundehaus am Blauen See „und weitere außergewöhnliche Leistungen zum Wohle der Misburger Bürger“ sowie für seine Verdienste auf Landes- und Bundesebene wurde Lampe im Mai 1974 mit der Verleihung des Bundesverdienstkreuzes am Bande geehrt.
Ende Juni 1976 ging Lampe in den Ruhestand, engagierte sich aber weiterhin für die Jagd. Er starb 1985 in Hannover.

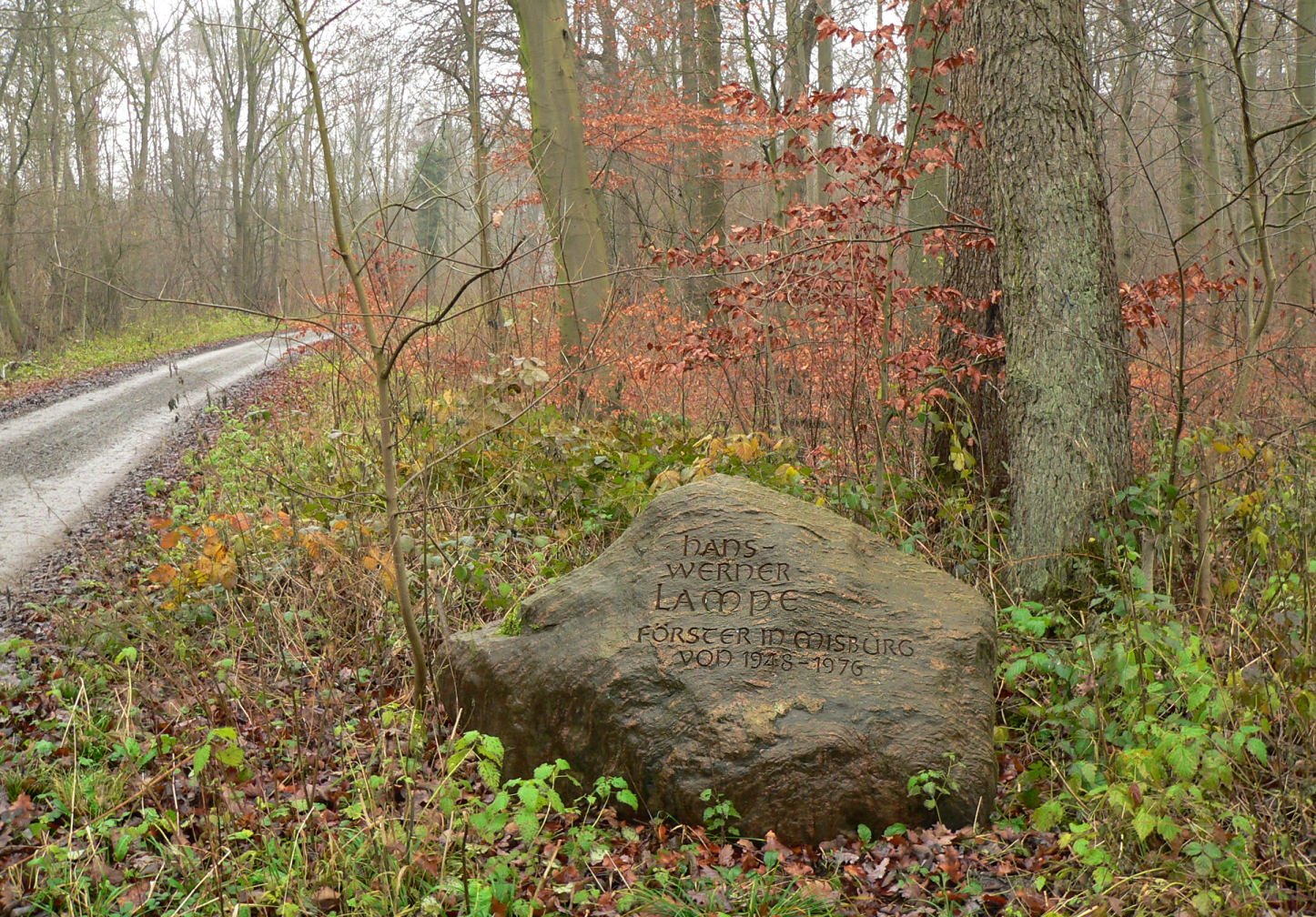
Gedenkstein im Misburger Wald

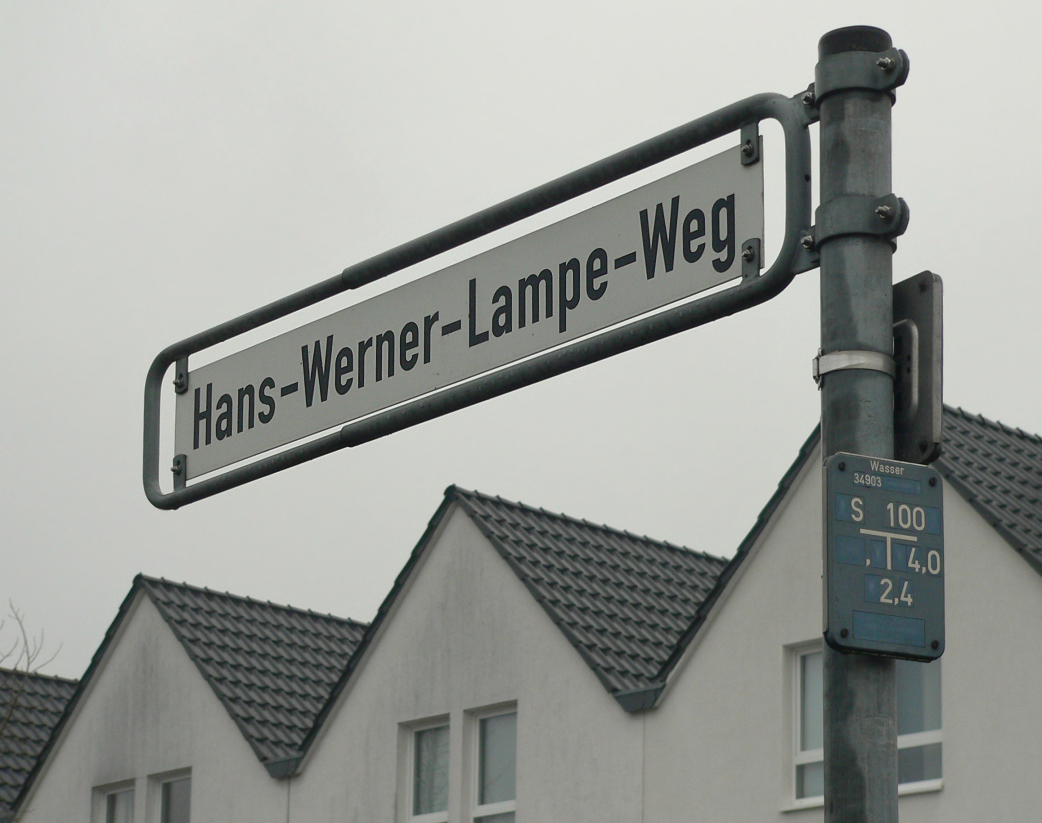
Benennung einer Straße in Misburg

Posthum wurde ihm zu Ehren 1988 ein Gedenkstein beziehungsweise ein Denkmal als Hans-Werner-Lampe-Stein südöstlich des Sonnensees im Misburger Wald an der Route 11 der Region Hannover von Hannover und Burgdorf aufgestellt.

## Hans-Werner-Lampe-Weg
1998 wurde in Misburg-Nord der Hans-Werner-Lampe-Weg angelegt.